# Syllegomydas spinipes
Syllegomydas spinipes är en tvåvingeart som beskrevs av Mario Bezzi 1924. Syllegomydas spinipes ingår i släktet Syllegomydas och familjen Mydidae.
Artens utbredningsområde är Egypten. Inga underarter finns listade i Catalogue of Life.